# MV Agusta F4 750 S
Die F4 750 S ist ein Motorrad der Kategorie Superbikes des italienischen Herstellers MV Agusta.
1997 wurde mit der F4 750 Oro die „Wiedergeburt“ von MV Agusta gefeiert. Das auf 300 Stück limitierte Sondermodell wurde erstmals auf der Motorradmesse EICMA in Mailand 1997 vorgestellt und 1999 gebaut und verkauft.
Ab 2000 wurde das Modell F4 750 S gebaut, das S steht für Strada, dieses Modell  sollte nun auf größere Stückzahlen kommen.
Das Modell F4 750 S 1+1 oder auch F4 750 S Biposto, bot einen Sitzplatz für einen Beifahrer.
Sie wurde 1999 vorgestellt und ab 2000 verkauft.
Das Design der F4 stammt von Massimo Tamburini, der bereits für Ducati die Ducati 916 konzipiert hat, welche in der Geschichte von Ducati als Meilenstein in der neuen Ära nach Fabio Taglioni gilt.

## Ausstattung
Der Motor hat beim ersten Basismodell der F4-Serie 93 kW (126 PS) und 74 Nm. Die ab 2002 erhältliche F4 750 S Evo 02 und 2003 die F4 750 S Evo 03 hatte 101 kW (137 PS) und 81,4 Nm.
Verantwortlich für die Motorenentwicklung war Andrea Goggi, der in Zusammenarbeit mit Ferrari die konzeptionelle Basis aus den Formel-1-Motoren von 1990 bis 1992 einbrachte, wie etwa die radiale Anordnung der vier Ventile pro Zylinder. Ein weiteres Detail ist das Kassettengetriebe. Unter der Verantwortung von Massimo Parenti entstand das neu entwickelte Chassis.
Der Motor hängt in einem Gitterrohrrahmen und wird als tragendes Element verwendet. Das Fahrwerk hat eine speziell für MV Agusta von Showa entwickelte 49 mm-Upside-Down-Gabel mit unkonventionellen Gabelfüßen, eine Feder-Dämpfer-Einheit von Sachs, eine Bremsanlage von Nissin mit CNC-gefrästen 6-Kolben- (vorne) und 4-Kolben-Bremszangen (hinten).
Im Unterschied zur F4 750 Oro, deren Marvin-Räder, Rahmenplatten, Einarmschwinge und untere Gabelbrücke aus Magnesium bestanden, waren diese Teile bei der 750 S aus günstigerem Aluminium.
Die Reifendimension vorne: 120/65-ZR 17", hinten: 190/50-ZR 17" oder 180/55-ZR 17".
Alle Lackteile, wie die gesamte Verschalung, das Heck und die Airbox sind aus thermoplastischem Kunststoff ABS hergestellt, bei der F4 750 Oro waren sie aus leichterem CFK.
Der offizielle Verkaufspreis für die F4 750 S betrug im Februar 2000 in Deutschland 33.493 DM (17.125 €), für die F4 750 S 1+1 waren es 33.992 DM (17.380 €).

## Modelle
2000 wurde das Sondermodell F4 750 S Neumann Marcus Edition vorgestellt und nur 10 Exemplare wurden verkauft. Sie war nur über den Neumann Marcus Christmas catalog "silver book" erhältlich und hatte ein Messingschild auf der Gabelbrücke mit einem Neumann Marcus logo. Beim Kauf war eine VIP Eintrittskarte für das International-Superbike-Classic-Rennen auf dem Laguna Seca Raceway dabei, gefolgt von einem Tag in der California-Superbike-Schule, geführt von Keith Code.
2002 wurde das auf 300 Stück limitierte Sondermodell F4 750 Senna vorgestellt. Sie basierte auf der F4 750 S Evo 02, nun mit 101 kW (137 PS) bei 12.750min−1 und einem höher angesetzten roten Bereich von 13.900min−1 . Der Erlös floss in das Instituto Ayrton Senna, eine Wohltätigkeitsorganisation, die von Ayrton Senna gegründet wurde, um den Kindern und Jugendlichen in Brasilien zu helfen.
2004 wurde das Modell F4 750 SPR/SR als letzte Versionen der F4-Serie verkauft, jeweils auf 300 Stück limitiert und mit einem Emblem, das auf der Gabelbrücke die Anzahl dokumentiert.
Die F4 750 SR hatte die für MV Agusta typische Farbkombination rot/silber, einen bronze-farbenen Auspuff und ein weißes Drehzahlmesserblatt mit Agostini Signatur in rot. Sie leistete 105 kW (143 PS) bei 12.750 min−1 bei einem höher angesetzten roten Bereich von 13.900 min−1. Sie hatte polierte Ansaugkanäle und CFKt-Teile wie zum Beispiel Vorderradschutz, Kettenschutz und Ansaugabdeckungen. Die 50 mm-Upside-Down-Gabel war von Marzocchi.

## F4 750 Modelle
| Typ                      | Jahr      | Hubraum (cm3) | Kompression | Leistung PS/kW bei min−1 | Drehmoment Nm bei min−1 | Roter Bereich (min−1) | Trockengewicht (kg) | Stückzahl |
| ------------------------ | --------- | ------------- | ----------- | ------------------------ | ----------------------- | --------------------- | ------------------- | --------- |
| Oro                      | 1998      | 749,4         | 12:1        | 126 / 93 @12.500         | 74 @10.500              | 13.300                | 184                 | 300       |
| S                        | 1999–2002 | 749,4         | 12:1        | 126 / 93 @12.500         | 74 @10.500              | 13.300                | 192                 |           |
| S Neumann Marcus Edition | 2000      | 749,4         | 12:1        | 126 / 93 @12.500         | 74 @10.500              | 13.300                | 190                 | 10        |
| S EVO 02 + EVO 03        | 2002–2004 | 749,4         | 13:1        | 137 / 101 @12.750        | 81 @10.500              | 13.900                | 191                 |           |
| Senna                    | 2002      | 749,4         | 13:1        | 140 / 103 @11.900        | 81 @10.500              | 13.900                | 188                 | 300       |
| SPR                      | 2003–2004 | 749,4         | 13:1        | 143 / 105 @13.000        | 82 @11.000              | 13.900                | 188                 | 300       |
| SR                       | 2003–2004 | 749,4         | 13:1        | 143 / 105 @13,000        | 82 @11.000              | 13.900                | 190                 | 300       |
| SR America               | 2003      | 749,4         | 13:1        | 143 / 105 @13,000        | 82 @11.000              | 13.900                | 190                 | 80        |

## Modellgeschichte
Nach dem Anfangserfolg der F4 750 S wurde das Technikkonzept von Massimo Tamburine auf einen klassischen Cafe Racer übertragen und in 2000 als Brutale 750 Oro vorgestellt und einer 300 Stück limitierten Serie verkauft, in Deutschland nach Preisliste für 56,790 DM (29.036 €).
Erst in 2003 kam die günstigere Brutale 750 S auf den Motorradmarkt.
Die Ablösung der F4 750 S kam in 2004 durch die F4 1000 S mit 1000 cm3, die optisch nur durch 1000er-Schriftzüge zu erkennen war.
Es entstanden in der Folge auch weitere Modelle, wie z. B. F4 1000 R, die F4 Ago, die F4 Tamburini, auch die Brutale 910 und weitere.